# Cordillera Clear
 La cordillera Clear es una pequeña cordillera situada en el ángulo de los ríos Fraser y Thompson en el centro-sur de la Columbia Británica. Tiene una pequeña subdivisión justo al noreste de esa confluencia llamada la cordillera Escarpada. La cordillera Escarpada tiene un total de 16.270 km² y una longitud de 75 km de norte a sur y 35 km de este a oeste (en su punto más ancho). La cordillera Clear y su vecina del norte, la cordillera Mármol, son ambas subccordilleras de la cordillera Pavilion. 
Junto con la vecina cordillera Mármol, bordea la orilla este del río Fraser al norte de la ciudad de Lytton, en la Columbia Británica. La cordillera Clear se extiende hasta la ciudad de Pavilion y está limitada por la pared sur del cañón de Mármol en el norte. El flanco sureste de la cordillera Clear  es el río Thompson entre Ashcroft y Lytton, mientras que al noreste se encuentran las colinas de Cornwall y Trachyte, y más allá de ellas las colinas Arrowstone de la meseta  Bonaparte. La cordillera tiene forma de herradura y está orientada hacia la cuenca de la alta meseta de pastizales del Arroyo Hat, que drena hacia el noreste para unirse al río Bonaparte, un afluente del Thompson. Todas estas áreas, incluyendo la Cordillera Clear, son clasificadas por los geógrafos como pertenecientes a la Meseta de Fraser, que es parte de la Meseta Interior. 

## Terreno
Los flancos exteriores de la cordillera son escarpados, particularmente en el lado del Fraser, donde los picos del norte son una alta meseta a casi 2000 m sobre el río de abajo. El núcleo de la cordillera es escarpado y tiene una compleja serie de valles entrelazados. Las formaciones kársticas en toda la zona sugieren cuevas, aunque no se ha descubierto ninguna, y hay decenas de cascadas intermitentes y pantanos subalpinos. El borde norte de la Cordillera Clear es la pared sur del Cañón Mármol. 
Las cumbres más altas son Blustry Mountain, 2334 m; su vecino Cairn Peak 2328 m; y al norte de ellos, Moore Peak, 2223 m y montaña Chipuin, 2170  m. El pico más alto en la parte sur de la cordillera es Botanie Mountain (bu-TAN-ee), justo al norte de Lytton 2077 m, pero el más alto en el centro de la cadena es Mount Murray con 2153 m. Una cresta separada a través del río Fraser desde Lillooet se llama Fountain Ridge. Es geológicamente distinta, en realidad una pequeña parte de placa entre las fallas de Fraser y Yalakom. El pico Arthur Seat, 1672 m, se encuentra en esa cadena en el lado oeste de Puente Spences, y fue nombrado por el pionero John Murray por la montaña de nombre similar en Edimburgo, Escocia .

## Flora y fauna
El clima es variado, aunque mayormente seco, especialmente en el oeste y el sureste. El interior de la cordillera tiene más cascadas y está muy arbolado en relación con los cañones que lo flanquean. 
Predominan los bosques boreales y la vida salvaje típica de las montañas: oso pardo, oso negro, venado cola negra, alce y varios roedores. Las poblaciones de reptiles de la cadena incluyen varias variedades de lagarto de tierras secas y también la cascabel del oeste; la cadena Clear es la extensión más al noroeste de la serpiente de cascabel. 

## Historia y cultura
La cordillera de Clear es en gran parte dominio de los pueblos Nlaka'pamux, aunque el extremo noroeste de la cordillera está ocupado por comunidades del pueblo St'at'imc y una ranchería de la banda del río Bonaparte del pueblo Secwepemc en el cañón Mármol, cuyo territorio también incluye la porción sureste de la cordillera a lo largo del Thompson. No hay asentamientos urbanos ni ciudades en la cordillera, aunque está rodeada por tres carreteras principales y también tres líneas de ferrocarril (la BCR, la CPR y la CNR).( BCR, CPR y CNR ). 
Debido a su ubicación, pasó por alto el gran movimiento de buscadores de oro durante las Fiebres del Oro del Cañón Fraser y del Cariboo, aunque no se encontraron grandes minas o depósitos en sus laderas. En su extremo norte hay un gran depósito de lignito de baja calidad, adyacente al Cañón  Mármol en el borde noroeste de la cuenca del Arroyo Hat, que desde hace mucho tiempo se ha propuesto para una importante mina de carbón a cielo abierto y una planta generadora de energía de carbón. 
La zona está entrelazada con caminos madereros y otros senderos populares entre los aficionados a los 4x4, los ciclistas de montaña y otros. 